# Трубецкой, Андрей Васильевич
Князь Андре́й Васи́льевич Трубецко́й (не позднее 1561 — не ранее 14 (24) января 1620) — рында, голова, окольничий, служилый князь, боярин и воевода во времена правления Ивана IV Васильевича Грозного, Фёдора Ивановича, Бориса Годунова и Смутное время.
Последний представитель старшей ветви рода князей Трубецких. Единственный сын наместника брянского князя Василия Андреевича Трубецкого (ум. 1561). Принимал участие в делах Смутного времени, был членом Семибоярщины (1610—1612).

## Биография

### Служба Ивану Грозному
Участник Ливонской войны 1558—1583 годов. В 1573 году, рында с Большим саадаком царевича Фёдора Ивановича, в походе в Новгород на Пайду и на Лифляндию.
В 1574 году второй голова и дворянин в Царском полку в государевом стане в походе в Серпухов. В это время он входит в особый «удельный двор» царя.
В 1575 году стольник, ставил яства перед Государём на его свадьбе с А. Г. Васильчиковой.
В апреле 1576 года дворовый воевода в разряде государева похода в Калугу.
В июне 1577 года принял участие в успешном ливонском походе русской армии под командованием царя Ивана Васильевича Грозного, являлся дворовым стольником, голова у ночных сторожей, спал в Государевом стане и 2-й есаул Государева, полка ездил за Государем. Стольник особого царского двора.
В 1578 году послан первым воеводою Большого полка из Владимирца Колыванские места опустошать, взял приступом г. Линевард. В походе его сопровождал князь П. И. Татев, заменённый вскоре на И. М. Бутурлина.
В 1579—1580 годах, надзирающий голова у ночных сторожей, ему было велено спать около государя. В этом походе его имя стоит первым, не уступая многим именитым князьям.
В 1580 году присутствовал на свадьбе Ивана Грозного с Марией Нагой, был первым среди поезжан. В конце 1580-х годов имел статус служилого князя.
В 1581—1582 годах во время войны с Стефаном Баторием снял осаду с Пскова.
В конце 1583 года сидел на «окольничий лавке» на посольском приёме английского посла Е. Боуса в Москве.

### Служба Фёдору Ивановичу
В 1584—1585 годах после смерти Ивана Грозного и воцарения его сына Фёдора — Андрей Васильевич в ноябре был отправлен на пограничную службу в Тулу, первым воеводой в Большой полк с помощником князем Н. В. Тюфякиным.
В 1588 году пятый в ближней Царской думе. В этом же году упомянут в Боярском списке служилым князем с пометой «с государем» в шведском походе и его имя стоит вторым после князя Б. К. Черкасского.
В 1589 году оставлен первым на Москве, на время царского похода против крымцев. 21 ноября этого же года его имя открывает список служилых князей намеченных для участия в шведском походе и в этот же день он за столом у Государя «в передней избе».
В 1590 году участвовал в войне со шведами, в январе в походе из Новгорода в Большом полку с царевичем Еросланем и окольничим М. Г. Салтыковым, в ноябре был за царским столом и отправлен с войском вторым, после царевича, посыльным воеводой в поход в Новгород-Северский, что было связано с необходимостью укрепления границ с Речью Посполитой.
В апреле 1591 года послан первым воеводой войск правой руки на берег Оки, для охранения от прихода крымцев. В этом же году первый воевода Смоленска, управлял городом вместе с Н. В. Траханиотовым.
В 1592 году участвует в походе против шведов.
В 1593 году первый воевода войск правой руки на берегу Оки.
В 1597 году получил чин окольничего и упомянут в июле на приёме у императорского посла.

### Служба Борису Годунову
В 1598 году его имя значится среди лиц, подписавших грамоту об избрании на царство Бориса Годунова (подпись за него, так как он был, вероятно, неграмотным, поставил князь Н. Р. Трубецкой). Государь в сентябре по случаю воцарения пожаловал ему боярство. Боярство ему сказывал его родич князь Т. Р. Трубецкой. В этом же году оставлен первым для охраны Москвы, на время царского похода в Серпухов, в связи с крымской угрозой.
В октябре 1599 года судит местническое дело князя В. Тростенского и князя Б. Лыкова.
В мае 1600 года обедал за столом у Государя. В 1600—1601 первый воевода в Пскове, где по свидетельству К. Буссова встречает группу лифляндских землевладельцев, бежавших от поляков и оказывает им душевный приём. В ноябре 1601 года второй при отпуске польских послов, обедал с ними у Государя. В 1603 году встречал королевича Иоганна, что вызвало местничество со стороны князя А. И. Голицына. Принимал участие и в дипломатических переговорах — на него было возложено заключение брака между Ксенией Годуновой и датским принцем Иоанном.
В 1603—1604 годах вновь на воеводстве во Пскове.

### Служба в Смутное время
В 1605—1606 годах раздаёт жалование и верстает новиков по Суздалю. В разрядах Смутного времени он упоминается однажды, когда весной 1607 года царь Василий Шуйский отправился в поход на Тулу, на Москве для её охраны среди прочих был и князь Андрей Васильевич. В боярском списке 1610—1611 годов его имя стоит третьим в числе бояр.
В 1610—1612 годах после свержения царя Василия Шуйского был в составе Семибоярщины.
Осенью 1618 года, во время похода польского королевича Владислава на Русское государство, находился в осадном сидении в Москве.
В Земляном списке, составленном в 1613 году, уже после освобождения Москвы от поляков, за князем А. В. Трубецким значится 2000 четвертей вотчинной земли, а также поместья в Козельске и Малом Ярославце общей площадью 1487 четвертей. Его вотчины находились, как в родовом Трубчевске, так и в других районах.
Умер после 1618 года. В. Н. Берх указывает дату смерти — 1544 год.

## Критика
М. Г. Спиридов не подтверждает получение князем Андреем Васильевичем Трубецким боярского титула, а год смерти указывает 1601/02 год.
П. В. Долгоруков в Российской родословной книге указывает титул боярина и упоминает жену Евдокию № (ум. между 1 сентября и 4 ноября 1602 года), но не упоминает его членом Семибоярщины.
А. А. Бобринский указывал князя Андрея Васильевича бояриным, который принимал деятельное участие в событиях эпохи междуцарствия, и упоминает его членом Семибоярщины.
Основные данные о службах князя Андрея Васильевича взяты из монографии Л. Е. Морозовой. Эта работа подвергнута большой критике в рецензии д.и.н. Я. Г. Солодкин и А. Л. Хорошкевич, в том числе и отмечена критика в научном труде В. Г. Ананьева, посвящённой личности А. В. Трубецкого.
Автор «Сказания о роде князей Трубецких» отмечал, что брак с неизвестной Евдокией (ум. 1602) был бездетным, но в ноябре 1602 года князь А. В. Трубецкой дал вклад в брянский Свенский монастырь, за который монахи обязались молиться по супругам и их чадах, а по их смерти записали их имена в синодик. Таким образом дети были, но вероятно умирали раньше родителей.